# Bryum porsildii
Bryum porsildii là một loài Rêu trong họ Bryaceae. Loài này được (I. Hagen) C. J. Cox & Hedd. mô tả khoa học đầu tiên năm 2003.